# Nancy López
Nancy López (* 22. September 1969 in New York City) ist eine US-amerikanische Soziologin. Ihr Forschungsschwerpunkt ist das Zusammenwirken von ethnischer Zugehörigkeit und Geschlecht (Intersektionalität).

## Leben
López ist Tochter dominikanischer Einwanderer. Sie erwarb einen B.A. in lateinamerikanischen Studien an der Columbia University. Ihr Master und ihr Doktorat in Soziologie wurden vom CUNY Graduate Center verliehen. Sie lehrte an der City University of New York, der University of Massachusetts-Boston und seit 2001 an der University of New Mexico in Albuquerque. Dort gründete sie des Institute for the Study of “Race” and Social Justice und wurde 2018 zur Professor bestellt. 
In ihrem Buch Hopeful Girls, Troubled Boys (2003) beschäftigte sich López mit Gründen, warum dominikanische, westindische und haitianische Einwanderinnen der zweiten Generationen höhere Bildungserfolge erzielen als (männliche) Einwanderer gleicher Herkunft.

## Veröffentlichungen
- Hopeful Girls, Troubled Boys: Race and Gender Disparity in Urban Education. Routledge: New York 2003.
- (Herausgeberin gemeinsam mit Raul Ybarra): Creating Alternative Discourses in the Education of Latinos and Latinas. Lang: New York 2004.
- (Herausgeberin gemeinsam mit Laura E. Gómez) Mapping “Race”: Critical Approaches to Health Disparities Research. Rutgers: Piscataway 2013.